# Joakim Persson
Joakim Persson, född den 3 april 1975, är en svensk fotbollsspelare och -tränare. Han gjorde 2010 sin sista säsong som spelare, i Landskrona BoIS, och blev 2011 tränare för Ängelholms FF. 2016 blev han tränare för den nybildade klubben Kristianstad FC. Perssons moderklubb är Högaborgs BK.

## Karriär
Perssons fotbollskarriär var berg- och dalbanelik. 1996 var Malmö FF-spelaren Persson en av Sveriges hetare fotbollstalanger. Efter en strålande vårsäsong i MFF skrev han kontrakt med italienska Atalanta. Det blev dock ingen större succé där. 13 matcher första säsongen – ingen det andra året. Mittfältstalangen bytte då Atalanta mot IFK Göteborg. Det ställdes höga förväntningar på hemvändaren. Persson och IFK Göteborg fungerade emellertid inte speciellt bra ihop och karriären fortsatte i danska Esbjerg, där Persson gjorde succé och blev vald till årets spelare. Men trots succén i Esbjerg erbjöds Persson bara kontrakt året ut, och han blev därefter Bosmanfall och fri att lämna klubben. Han hade ett bud från Premier League, men var matchotränad och tackade nej. Ett bud från Hansa Rostock dök då upp lägligt, och Persson flyttade till Rostock, där han stannade i tre säsonger.
Persson gjorde 3 A-landslagskamper för Sverige.

## Meriter
- Utsågs till "Årets spiller" i Esbjerg 2000/01[3]
- Slutade tvåa i Superettan 2019 med Varbergs BoIS som tränare och laget blev uppflyttat till Allsvenskan.